# 曼森斯科納斯 (紐約州)
曼森斯科納斯（英語：Munsons Corners）是位於美國紐約州科特蘭縣的普查規定居民點。

## 人口
根據2020年美國人口普查的數據，曼森斯科納斯的面積為5.76平方千米，當中陸地面積為5.74平方千米，而水域面積為0.02平方千米。當地共有人口2814人，而人口密度為每平方千米488.54人。